# 長湍駅
長湍駅（チャンダンえき）は、韓国の京義線上にあった鉄道駅（廃駅）。かつての長湍郡に所在していた。
当駅は現在の都羅山駅より北西、ちょうど軍事境界線付近に位置しており、周囲は非武装中立地帯となっているため、一般人が立ち入ることはできない。朝鮮戦争により駅施設は破壊され、現在はプラットホームの跡が残るのみである（大韓民国登録文化財第77号）。
朝鮮戦争時の1950年12月31日に、マテニ10号蒸気機関車+25両の客車で編成された汗浦発汶山行き列車に対し、アメリカ軍が当駅で停車を命令、線路ごと列車を破壊した。駅跡に放置されていたマテイ10号は2005年に臨津閣に移され、約2年間かけて保存処理を施し、2009年6月25日から臨津閣に展示されている。